# Kate Norgate
Kate Norgate (1853-1935) est une historienne britannique. Elle est une des premières femmes à obtenir un succès académique dans ce domaine. Elle est connue pour son travail sur l'histoire de l'Angleterre sous les Plantagenêts, et nomma « Empire angevin » le territoire réuni sous le règne de Henri II.

## Travaux
- England Under The Angevin Kings, In Two Volumes- Originally Published: London (1887). At Quastia
- J.R. Green, M. A. édité par Mrs. J.R. Green et Miss Kate Norgate, Green's "Short History," Illustrated; A Short History Of The English People. In four volumes. Vol. IV. New-York: Harper & Brothers. (1895).
- The Alleged Condemnation of King John by the Court of France in 1202  Transactions of the Royal Historical Society, New Series, Vol. 14, (1900), p. 53-67
- John Lackland  (1902)  Macmillan
- The Minority of Henry the Third (1912)
- Richard the Lion Heart (1924).
- Philip of France Wins the French Domains of the English Kings (1202-1204) Research paper (1912).